# Arktis (fartyg)
Arktis är ett isbrytande arbetsfartyg som byggdes år 1980 på Rauma-Repola i Nyslott i Finland åt Meritaito och döptes till Letto.
Letto tjänstgjorde i Saima kanal med uppgifter som isbrytning, farledsunderhåll, reparation av fyrar, bojar och prickar. 

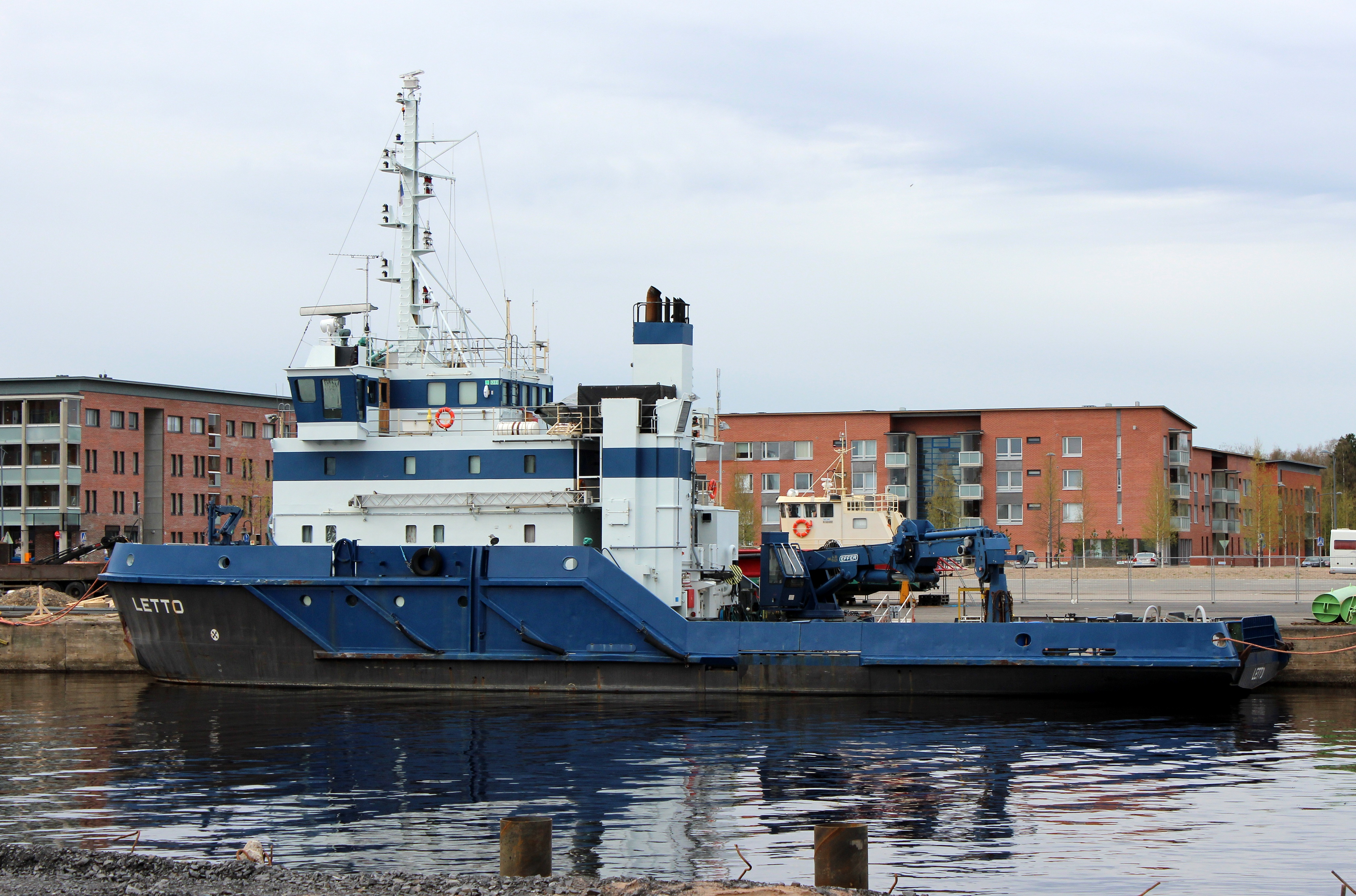
Letto i maj 2012.

I maj 2023 övertogs fartyget av Saariston Meritie Ab och döptes om till Arktis. Hon förflyttades till Kemi och byggdes om till kryssningsisbrytare. Arktis har sedan vintern 2024 använts som ett arktiskt turistfartyg i farvattnen utanför Kemi tillsammans med isbrytaren Sampo på uppdrag av Kemis turistbolag under vintern.
Arktis är utrustad för bland annat oljesanering och kan samla upp 42 m³ oljespill.